# Arnold J. Levine
Arnold Jay Levine (* 30. Juli 1939 in Brooklyn, New York) ist ein US-amerikanischer Biologe und Krebsforscher.

## Leben
Levine erwarb 1961 am Harpur College der Binghamton University in Binghamton, New York, einen Bachelor in Biologie. 1966 erwarb er mit einer Arbeit über „die Rolle der Strukturproteine von Adenoviren bei der Beendigung der Biosynthese der Wirtszelle“ an der University of Pennsylvania in Philadelphia, Pennsylvania, einen Ph.D. in Mikrobiologie. Als Postdoktorand ging Levine an das California Institute of Technology (Caltech) und arbeitete über die DNA-Replikation von Phi X 174, einem Bakteriophagen.
Anschließend erhielt Levine eine erste Juniorprofessur (Assistant Professor 1968, Associate Professor 1973) für Biochemie an der Princeton University in Princeton, New Jersey, und 1976 eine ordentliche Professur. 1979 wurde er Professor für Mikrobiologie und Institutsleiter an der Stony Brook University in Stony Brook, New York. 1984 wechselte Levine als Professor für Molekulare Biologie und Institutsleiter zurück an die Princeton University. 1998 ging er als Professor für Tumorbiologie („Cancer Biology“) an die Rockefeller University in New York City; gleichzeitig war er Präsident der Hochschule. Seit 2003 ist Levine Professor für Biochemie und Pädiatrie an der Robert Wood Johnson Medical School (eine Universität im Verband der University of Medicine and Dentistry of New Jersey) in Piscataway beziehungsweise New Brunswick, beide in New Jersey.
Seit 2003 ist Levine zusätzlich am Institute for Advanced Study in Princeton, New Jersey tätig, einer bekannten privaten Forschungseinrichtung – zunächst als Gastprofessor, seit 2004 als ordentlicher Professor. Er steht dort dem Simons Center for Systems Biology vor.
Levine ist verheiratet und hat zwei Töchter.

## Wirken
Levine gehört zu den Forschern, die entscheidende Beiträge zur Klärung der Bedeutung von p53 geleistet haben. Das Protein p53 spielt eine besondere Rolle bei der Zellteilung, als wichtiger Tumorsuppressor und möglicherweise bei Alterungsprozessen. Levine konnte zeigen, dass p53 in der Lage ist, die durch Onkogene geförderte Wandlung von gesunden Zellen in Krebszellen zu verhindern. Seine Arbeiten sind grundlegend für das Verständnis der Onkogenese (Krebsentstehung) und eröffneten neue Möglichkeiten für die Vorbeugung, Erkennung und Behandlung von Krebs.
Weitere Verdienste Levines liegen in der AIDS-Forschung. 1996 stand er einem Expertengremium vor, das zur Steuerung der US-bundesstaatlichen Forschungsmittel einberufen wurde.

## Auszeichnungen (Auswahl)
- 1991 Mitgliedschaft in der National Academy of Sciences
- 1993 Charles Rodolphe Brupbacher Preis für Krebsforschung gemeinsam mit David P. Lane[7]
- 1993 Dr. Josef Steiner Krebsforschungspreis mit David P. Lane[8]
- 1998 Louisa-Gross-Horwitz-Preis gemeinsam mit Bert Vogelstein[9]
- 1998 Paul-Ehrlich-und-Ludwig-Darmstaedter-Preis gemeinsam mit David P. Lane und Bert Vogelstein[10]
- 1999 Charles S. Mott Prize
- 2000 Keio Medical Science Prize
- 2000 Mitglied der American Philosophical Society[11]
- 2001 Albany Medical Center Prize (1. Preisträger)[12]